# Yes (Yes-album)
A Yes a Yes debütáló albuma, melyet az Atlantic Records adott ki 1969-ben.

## A zene
Ez a debütálólemez nagyon ötletes, s ma még érdekesebbnek hangzik, mint akkoriban, hisz manapság kevés a hasonló alkotás. Anderson és Squire egyesítette a hangját, s így megszülettek az olyan számok, mint az Every Little Thing, vagy a Dear Father. Ezek az dalok legendássá tetté az albumot, hisz a könnyűzenébe új színt vittek. Nagyon lendületesek a számok, nem véletlen adták ki többször a lemezt. Az újabb kiadásokban szerepelnek a számok koncertverziói is.

## Számok listája
| 1. | Beyond and Before   | Chris Squire, Clive Bailey | 4:51 |
| 2. | I See You           | Jim McGuinn, David Crosby  | 6:48 |
| 3. | Yestreday and Today | Jon Anderson               | 2:53 |
| 4. | Looking Around      | Anderson, Squire           | 3:59 |

| 1. | Harold Land        | Anderson, Squire, Bill Bruford | 5:39 |
| 2. | Every Little Thing | John Lennon, Paul McCartney    | 5:39 |
| 3. | Sweetness          | Anderson, Squire, Bailey       | 4:30 |
| 4. | Survival           | Anderson                       | 6:18 |

### Bónusszámok
1. Everydays (6:23)
2. Dear Father (5:51)
3. Something's Coming(7:09)

## Zenészek listája
- Jon Anderson – ének
- Chris Squire – basszusgitár
- Peter Banks – gitár, ének
- Bill Bruford – dob
- Tony Kaye – billentyűs hangszerek